# Hyogo (prefectuur)

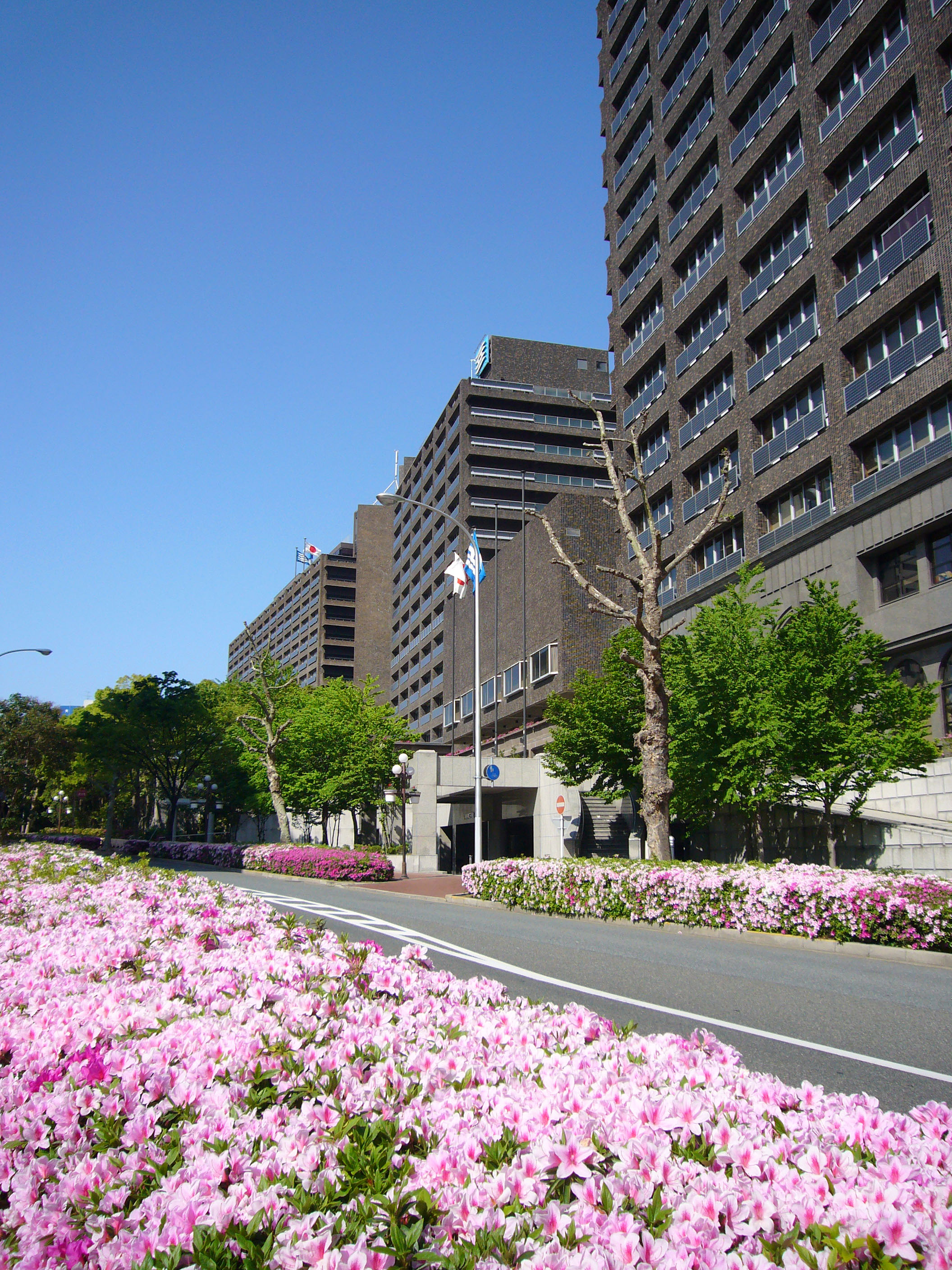
De zetel van de prefectuur Hyogo

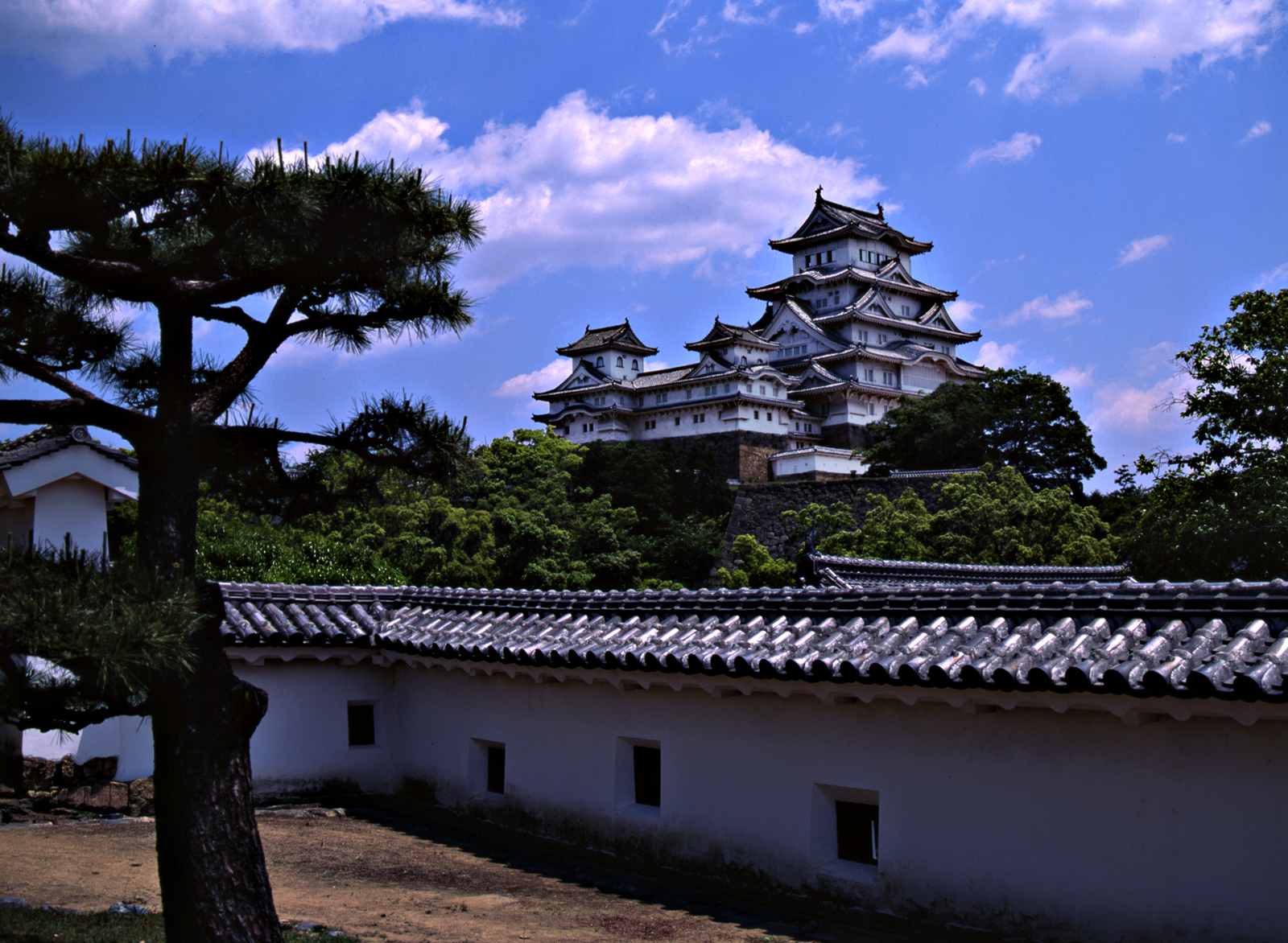
Kasteel Himeji in de stad Himeji. Dit kasteel is het grootste bewaard gebleven originele kasteel in Japan

De  prefectuur Hyōgo  (Japans: 兵庫県, Hyōgo-ken) is een Japanse prefectuur in de regio Kansai op het eiland Honshu. De prefectuur Hyōgo heeft een oppervlakte van 8395,61 km² en had op 1 maart 2008 een bevolking van ongeveer 5.593.843 inwoners. De hoofdstad is Kobe.

## Geografie

### Zelfstandige steden (市) shi
Er zijn 29 steden in de Hyogo prefectuur.
| - Aioi - Akashi - Ako - Amagasaki - Asago - Ashiya - Awaji - Himeji - Itami - Kakogawa - Kasai - Kato - Kawanishi | - Kobe (hoofdstad) - Chuo-ku - Higashinada-ku - Hyogo-ku - Kita-ku - Nada-ku - Nagata-ku - Nishi-ku - Suma-ku - Tarumi-ku - Miki - Minamiawaji - Nishinomiya | - Nishiwaki - Ono - Sanda - Sasayama - Shiso - Sumoto - Takarazuka - Takasago - Tamba - Tatsuno - Toyooka - Yabu |

### Gemeenten (郡 gun)
De gemeenten van Hyogo, ingedeeld naar district:
| District | Gemeenten                      |
| -------- | ------------------------------ |
| Ako      | Kamigori                       |
| Ibo      | Taishi                         |
| Kako     | Harima - Inami                 |
| Kanzaki  | Fukusaki - Ichikawa - Kamikawa |
| Kawabe   | Inagawa                        |
| Mikata   | Kami - Shinonsen               |
| Sayo     | Sayo                           |
| Taka     | Taka                           |

### Fusies
(Situatie op 27 maart 2006)
Zie ook: Gemeentelijke herindeling in Japan
- Op 1 april 1999 fuseerden de gemeenten Sasayama, Nishiki, Tannan en Konda tot de nieuwe stad Sasayama. Het District Taki verdween als gevolg van deze fusie.

- Op 1 april 2004 smolten de gemeenten Sekinomiya, Oya, Yabu en Yoka samen tot de nieuwe stad Yabu. Het District Yabu verdween als gevolg van deze fusie.

- Op 1 april 2004 werden de gemeenten Aogaki, Ichijima, Kaibara, Kasuga, Sannan en Hikami samengevoegd tot de nieuwe stad Tamba. Het District Hikami verdween als gevolg van deze fusie.

- Op 11 januari 2005 fuseerden de gemeenten Midori, Seidan, Mihara en Nandan tot de nieuwe stad Minamiawaji. Het District Mihara verdween als gevolg van deze fusie.

- Op 1 april 2005 werden de gemeenten Awaji, Higashiura, Hokudan, Ichinomiya en Tsuna (allen van het District Tsuna) samengevoegd tot de nieuwe stad Awaji.

- Op 1 april 2005 smolten de gemeenten Asago, Ikuno, Santo en Wadayama samen tot de nieuwe stad Asago. Het District Asago verdween als gevolg van deze fusie.

- Op 1 april 2005 werden de gemeenten Hidaka, Kinosaki en Takeno aangehecht bij de stad Toyooka. (Door deze fusie en de fusie van Kasumi verdween het District Kinosaki.)

- Op 1 april 2005 werden de gemeenten Kasumi van het District Kinosaki en de gemeenten Mikata en Muraoka van het District Mikata samengevoegd tot de nieuwe gemeente Kami. Deze gemeente behoort tot het District Mikata.

- Op 1 april 2005 fuseerden de gemeenten Chikusa, Haga, Ichinomiya en Yamasaki (allen van het District Shiso) tot de nieuwe stad Shiso.

- Op 1 oktober 2005 smolten de gemeenten Hamasaka, Onsen (beide van het District Mikata) samen tot de nieuwe gemeente Shinonsen.
- Op 1 oktober 2005 werden de gemeenten Kozuki, Mikazuki, Nanko en Sayo (allen van het District Sayo) samengevoegd tot de nieuwe gemeente Sayo.

- Op 1 oktober 2005 werd de gemeente Kurodasho van het District Taka aangehecht bij de stad Nishiwaki.

- Op 1 oktober 2005 werden de gemeenten Ibogawa, Mitsu en Shingu (alle drie van het District Ibo) samengevoegd met de stad Tatsuno. De naam van de nieuwe stad Tatsuno wordt in hiragana geschreven.

- Op 24 oktober 2005 werd de gemeente Yokawa van het District Mino aangehecht bij de stad Miki. Het District Mino hield na deze fusie op te bestaan.

- Op 1 november 2005 smolten de gemeenten Kami, Naka en Yachiyo (allen van het District Taka) sament tot de nieuwe gemeente Taka.

- Op 7 november 2005 fuseerden de gemeenten Kanzaki, Okawachi (beide van het District Kanzaki) tot de nieuwe gemeente Kamikawa.

- Op 11 februari 2006 werd de gemeente Goshiki van het District Tsuna aangehecht bij de stad Sumoto. Het District Tsuna hield na deze fusie op te bestaan.

- Op 20 maart 2006 fuseerden de gemeenten Takino, Tojo en Yashiro (alle drie van het District Kato) tot de nieuwe stad Kato. Het District Kato verdween na deze fusie.

- Op 27 maart 2006 werden de gemeenten Ieshima en Yumesaki (beide van het District Shikama) en de gemeente Yasutomi van het District Shiso en de gemeente Kodera van het District Kanzaki aangehecht bij de stad Himeji. De districten Shikama en Shiso verdwenen beide na deze fusie.
- Op 1 oktober 2008 zal de gemeente Kamigori aangehecht worden bij de stad Ako. Het District Ako zal verdwijnen na deze fusie.[1]

## Bezienswaardigheden
- Het Kasteel van Himeji